# Dixit Dominus (Händel)

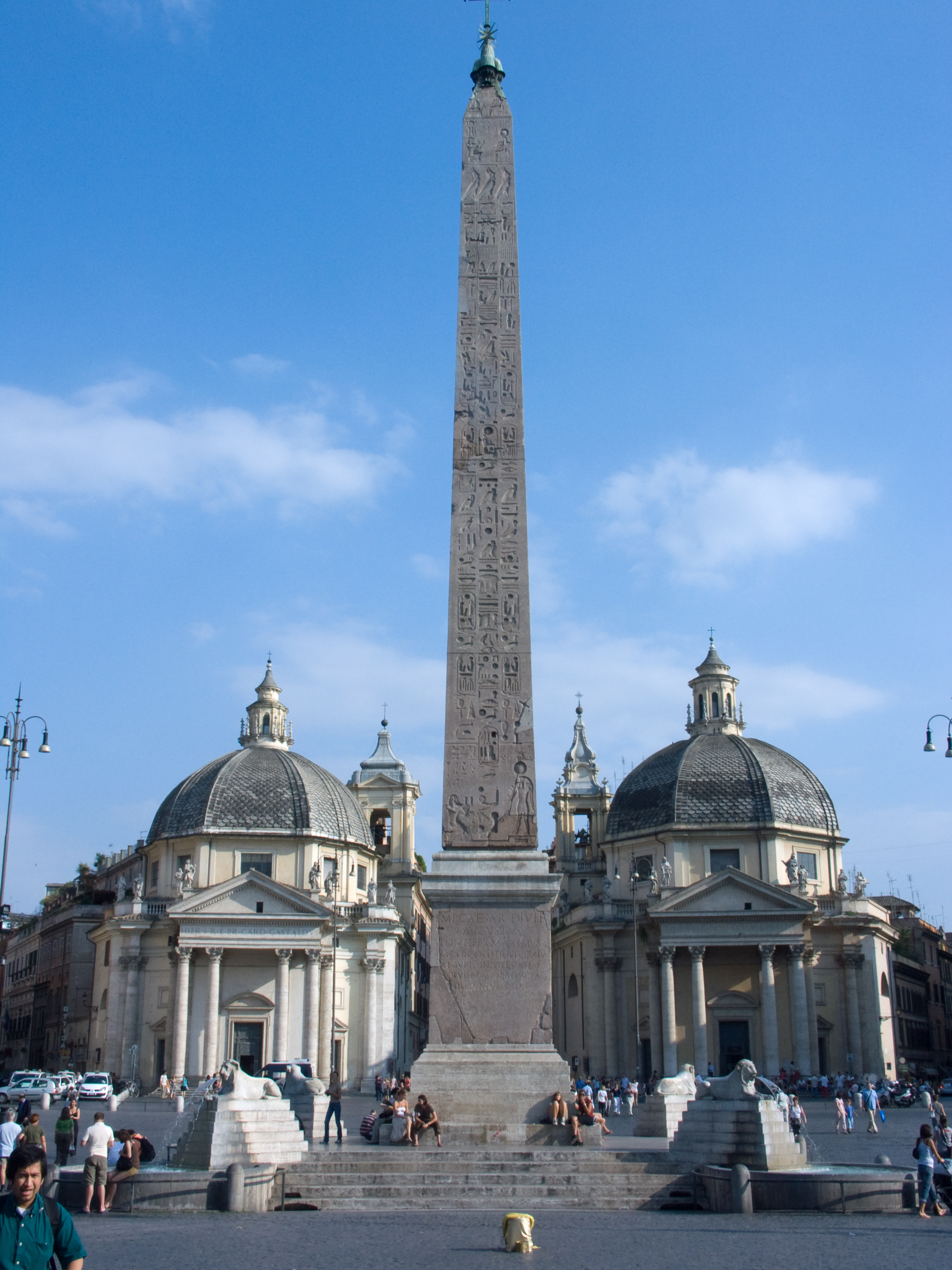
Tvillingkyrkorna vid Piazza del Popolo: Santa Maria in Montesanto (vänster) och Santa Maria dei Miracoli (höger)

Dixit Dominus är en tonsättning av Georg Friedrich Händel av den 110:e psaltarpsalmen. Händel blev klar med verket i april 1707 då han levde i Italien. Det är det äldsta bevarade manuskriptet av Händel. Det framfördes första gången den 16 juli 1707 i Santa Maria dei Miracoli och Santa Maria in Montesanto i Rom. Verket är ungefär 30 minuter långt.

## Musiken
Verket är tonsatt till fem solister, kör och strängorkester. Delarna är följande.
| Sats | Typ och stämma      | Text |
| ---- | ------------------- | --- |
| 1    | Kör                 | Dixit Dominus Domino meo: Sede a dextris meis, donec ponam inimicos tuos scabellum pedum tuorum.                         |
| 2    | Aria (alto)         | Virgam virtutis tuae emittet Dominus ex Sion: dominare in medio inimicorum tuorum.                                       |
| 3    | Aria (sopran I)     | Tecum principium in die virtutis tuae splendoribus sanctorum. Ex utero ante luciferum genui te.                          |
| 4    | Kör                 | Juravit Dominus et non poenitebit eum:                                                                                   |
| 5    | Kör                 | Tu es sacerdos in aeternum secundum ordinem Melchisedech.                                                                |
| 6    | Solister och kör    | Dominus a dextris tuis, confregit in die irae suae reges.                                                                |
| 7    | Kör                 | Judicabit in nationibus, Implebit ruinas, conquassabit capita in terra multorum.                                         |
| 8    | Sopranduett och kör | De torrente in via bibet, propterea exaltabit caput.                                                                     |
| 9    | Kör                 | Gloria Patri, et Filio, et Spiritui Sancto, Sicut erat in principio, et nunc, et semper, et in saecula saeculorum. Amen. |